# 超級索尼子
超級索尼子（日語：すーぱーそに子）是Nitro+的虛構代言人的名稱。其在市場上發售的诸多週邊商品，由當初的音樂CD及人形等擴展到各式各樣的產品上。角色設計是津路參汰，聲優未公開。

## 概要
當初超級索尼子為Nitro+所舉辦的演唱會「NITRO SUPER SONIC」（NSS）的虛構代言人（吉祥物）。不明白該名稱由來的人經常產生誤解，實際上與日本電子產品工業巨擘SONY或電子遊戯角色刺猬索尼克沒有任何關係。從NSS2006開始就作為往後各演唱會的代言人。
超級索尼子主要以Nitro+相關的音樂媒體作為活動範疇，由誕生開始被賦予地位不僅是從事遊戲相關的樂曲，也有屬於「自己」的原創音樂。設定上是立志成為職業音樂家的少女，除了當封面偶像外，也是少女組合（Girls Band）「第一宇宙速度」的吉他手兼主音。在第一宇宙速度中被稱為。

## 略歷
以下為公式網站 （页面存档备份，存于）的數據。
- 性別：女性
- 出身：東京都武藏野市
- 出生日期：2006年10月14日（18歲）天秤座
- 身高：158cm
- 三圍：B90/W57/H87
- 血型：A型
- 興趣：洗澡、與貓遊玩、遊戲
- 特技：吉他、烹飪（和食）
- 喜欢：拉麵（叉燒麵）、马卡龙
- 吉他：Gibson SG（英语：Gibson SG）

## 跨媒體產品

### 主要音樂CD
主要以少女組合「第一宇宙速度」為名義，由GEORIDE所發行。
- SUPERORBITAL（スーパーオービタル）

2011年發售的電腦遊戲的主題曲。
是來自Nitro+所發售的祈願ADV（ガンカケADV）的兩首插曲，名為及並由「第一宇宙速度」負責。是Maxi單曲CD發售。
在2011年5月2日，為東日本大震災受災地作復興支援的慈善樂曲（POWER）開始供下載售賣。

### 漫畫·書籍
於2011年3月12日創刊的《Comic Earth Star》（EARTH STAR Entertainment發行）連載，由野々原ちき漫畫化。

### 電腦遊戲
由Nitro+發行，名為。於2011年11月25日發售。

### 產品・關連商品

#### 人物模形
- YAMATO（日语：やまと_(玩具)）制作的「　Baby doll ver.」2011年5月19日開始發售。[4]
- OrchidSeed（オーキッドシード）制作的「  情人節ver.」正在發售中，該版本也有穿不同內褲的「條紋內褲Ver.」。
- OrchidSeed制作的「 束縛衣Ver.」2011年5月開始發售。該版本有另一衣裝顏色「Event限定版」。
- Alphamax（アルファマックス）制作的「　Y shirt Ver.」正在發售中。

#### 應用程式
- 2011年12月15日智能手機應用程序「超級索尼子鬧鐘」開始於iPhone、iPad、iPod touch下載。

### 電視動畫
2013年9月發表電視動畫化。並以《SONIANI -SUPER SONICO THE ANIMATION-》為標題，於2014年1月至3月播放。

### 其他資料
- 由0verflow製作發售的成人遊戲「SHINY DAYS」中，すーぱーそに子扮演ラディッシュ的服務生客串演出，ED曲「Mighty Heart」也是由すーぱーそに子擔任主唱。
- 制作的電腦遊戲「恋ではなく ──It's not love, but so where near.（日语：恋ではなく―― It's not love, but so where near.）」預定以友情客串方式登場。
- Mobage（原）轄下的手提電話SNS戀愛ADV「君と一緒に（日语：君と一緒に）」中，作為協作角色（コラボレーションキャラクター）於2011年3月1日～5月31日的限定期間內登場。[5]
- Rights-GT-Project將的插畫印在內置揚聲器的電吉他ZO-3（日语：フェルナンデス・ZO-3）（吉他本體為Fernandes制造）上，於2011年1月7日接受預訂，於7月30日開始發售。[6]
- 『SONICOMI』參加了秋葉原車站前商店街振興組合推出的『秋葉原公式郵票』。在2011年3月末開始限定發售1000套，由Animate等商店售賣。[7]
- 2011年4月1日，在Nitro+的官方網頁內，公佈將會播映由為主角的電視動畫，不過這只是愚人節的活動[8]。

## 腳註
1. ↑  超級索尼子的出生日期即為NSS2006 （页面存档备份，存于）舉行的日子。
2. ↑  （日語）其他主要成員為隊長兼低音吉他手的富士見鈴及鼓手。她們同是「Axanael」的登場人物。
3. ↑  （日語）
4. ↑  （日語）
5. ↑  （日語）
6. ↑  （日語）
7. ↑  （日語）
8. ↑  （日語）

## 外部連結
- （日語）
- （日語）
- （日語）SONI ANI （页面存档备份，存于） - 電視動畫公式網站